# عز الدين إسلام
عز الدين إسلام (1912 - 1986) هو ممثل كوميدي مصري.

## حياته ونشأته
عز الدين حسين إسلام حسين الارنؤطى ولد سنة 1912، ينتمي إلى إحدى العائلات العريقة بعتامنة الجعافرة مركز إطسا محافظة الفيوم، يعد واحداً من الفنانين المهمشين الذين يطلق عليهم نجوم الظل أو الممثلين الثانوييان، تميزت أدواره بالطابع الكوميدي.

## مسيرته

### مسرح
بدأ مسيرته في المجال الفني منذ خمسينيات القرن الماضي، ورغم قلة أعماله وصغر مساحة أدواره إلا أنه كان واحداً من الفنانين، الذين تركوا بصمة في تاريخ السينما والمسرح والتليفزيون المصري، اشترك في بطولة عدة مسرحيات، من أشهرها مسرحية «سيدتي الجميلة»، ولعلنا نذكر جملته الشهيرة التي كان يقولها في هذه المسرحية:
.

### سينما
قام بأداء عدد من الأدوار الصغيرة في بعض الأفلام السينمائية المصرية، ولعل أشهرها دور مدير مستشفى الأمراض العقلية في فيلم إسماعيل ياسين في مستشفى المجانين، بالإضافة إلى دور الحانوتي في فيلم فيفا زلاطة، ودور صحفي مجلة الأنوار سالم سالم سليم في فيلم كل دقة في قلبي، ودور والد الفنانة فاتن حمامة في فيلم لا وقت للحب.

### تلفزيون
قام بأداء العديد من الأدوار في المسلسلات التليفزيونية، ولعل أشهرها دور الأستاذ سناء أفندي المدرس في مسلسل رحلة هادئة والذي عرض في أواخر سبعينيات القرن العشرين، وكذلك مسلسل السمان والخريف.

## أعماله
الكف
1985 - فيلم
عزيز - مفتش الصحة
بلاد السعادة
1985 - مسلسل
2 على الطريق
1984 - فيلم
أحمد عبدالرحمن
الزير سالم
1984 - مسلسل
أبواب المدينة ج2
1983 - مسلسل
الصياد والحب
1983 - مسلسل
عضة كلب
1983 - فيلم
عطيه
كان ياما كان
1982 - مسلسل
من يطفئ النار
1982 - فيلم
عبد الغفار - مدير معهد الموسيقى
بياضة
1981 - فيلم
الريس سعفان
أصيلة
1980 - مسلسل
صرخة بريء
1979 - مسلسل
ولا عزاء للسيدات
1979 - فيلم
سليم عبدالحي - والد راوية
السمان والخريف
1978 - مسلسل
بسيوني
رحلة هادئة
1978 - مسلسل
العاصفة
1977 - مسلسل
المدينة الهادئة
1977 - مسلسل
فيفا زلاطا
1976 - فيلم
الحانوتي
البنات والحب
1974 - فيلم
البحث عن فردوس
1973 - مسلسل
الدوامة
1973 - مسلسل
عندما يغنى الحب
1973 - فيلم
الظريف والشهم والطماع
1971 - فيلم
والد سنية
رجال بلا ملامح
1970 - فيلم
شاكر
صانع الفوانيس
1970 - مسلسل
عريس بنت الوزير
1970 - فيلم
المأذون
سيدتي الجميلة
1969 - مسرحية
عزوز أفندي
3 قصص
1968 - فيلم
مدير المصلحة - القصة 1
غادة الكاميليا
1968 - مسرحية
الليالى الطويلة
1967 - فيلم
صاحب محل اللعب
صغيرة على الحب
1966 - فيلم
ثروت - الملحن
الأرانب
1965 - مسرحية
د.يونس
الباحثة عن الحب
1964 - فيلم
والد ناهد
أصل وصورة
1963 - مسرحية
غزال
لا وقت للحب
1963 - فيلم
النصاب
1961 - فيلم
مدير مستشفى المجانين
قيس وليلى
1960 - فيلم
كل دقة في قلبي
1959 - فيلم
سلامه سالم سليم / مجلة انوار الفن
لوكاندة المفاجآت
1959 - فيلم
إسماعيل يس في مستشفى المجانين
1958 - فيلم
مدير مستشفى المجانين
أيامي السعيدة
1958 - فيلم
حب من نار
1958 - فيلم
سيدة القصر
1958 - فيلم
مدير الشركة العربية
مع الأيام
1958 - فيلم
أولاد الفقراء
1942 - فيلم
تعبان جدًا
300 - مسلسل - اذاعي
خالي
أبو الريش في سوق العيش
0 - مسلسل - اذاعي
احلام الحب
0 - سهرة تليفزيونية
الإنسان الطيب
0 - مسرحية
الحب الصامت
0 - مسلسل - اذاعي
الرجل ذو الوجه الاخر
0 - مسلسل - اذاعي
علي
تجربة في الحب
0 - سهرة تليفزيونية
شقة بدون سقف
0 - مسلسل
شلة الأنس
0 - مسلسل - اذاعي
قنديل أم هاشم
0 - مسرحية